# Ash Springs (Nevada)
Ash Springs es un área no incorporada ubicada en el condado de Lincoln en el estado estadounidense de Nevada.

## Geografía
Ash Springs se encuentra ubicado en las coordenadas 37°27′38″N 115°11′35″O / 37.46056, -115.19306.